# Feigères (Alta Savoia)
Feigères és un municipi francès situat al departament de l'Alta Savoia i a la regió d'Alvèrnia-Roine-Alps. L'any 2007 tenia 1.375 habitants.

## Demografia

### Població
El 2007 la població de fet de Feigères era de 1.375 persones. Hi havia 518 famílies de les quals 101 eren unipersonals (28 homes vivint sols i 73 dones vivint soles), 150 parelles sense fills, 239 parelles amb fills i 28 famílies monoparentals amb fills.
La població ha evolucionat segons el següent gràfic:
Habitants censats

### Habitatges
El 2007 hi havia 601 habitatges, 518 eren l'habitatge principal de la família, 55 eren segones residències i 27 estaven desocupats. 508 eren cases i 91 eren apartaments. Dels 518 habitatges principals, 432 estaven ocupats pels seus propietaris, 74 estaven llogats i ocupats pels llogaters i 12 estaven cedits a títol gratuït; 3 tenien una cambra, 19 en tenien dues, 56 en tenien tres, 94 en tenien quatre i 346 en tenien cinc o més. 491 habitatges disposaven pel capbaix d'una plaça de pàrquing. A 163 habitatges hi havia un automòbil i a 343 n'hi havia dos o més.

### Piràmide de població
La piràmide de població per edats i sexe el 2009 era:
| Homes | Edats   | Dones |
| ----- | ------- | ----- |
| 0     | 95 o +  | 0     |
| 0     | 90 a 94 | 0     |
| 0     | 85 a 89 | 8     |
| 8     | 80 a 84 | 4     |
| 8     | 75 a 79 | 12    |
| 8     | 70 a 74 | 16    |
| 28    | 65 a 69 | 12    |
| 28    | 60 a 64 | 40    |
| 28    | 55 a 59 | 40    |
| 64    | 50 a 54 | 64    |
| 68    | 45 a 49 | 52    |
| 52    | 40 a 44 | 36    |
| 40    | 35 a 39 | 60    |
| 36    | 30 a 34 | 60    |
| 28    | 25 a 29 | 24    |
| 32    | 20 a 24 | 12    |
| 52    | 15 a 19 | 24    |
| 40    | 10 a 14 | 48    |
| 64    | 5 a 9   | 56    |
| 32    | 0 a 4   | 28    |

## Economia
El 2007 la població en edat de treballar era de 942 persones, 689 eren actives i 253 eren inactives. De les 689 persones actives 641 estaven ocupades (349 homes i 292 dones) i 47 estaven aturades (23 homes i 24 dones). De les 253 persones inactives 72 estaven jubilades, 91 estaven estudiant i 90 estaven classificades com a «altres inactius».

### Ingressos
El 2009 a Feigères hi havia 524 unitats fiscals que integraven 1.388 persones, la mediana anual d'ingressos fiscals per persona era de 32.027 €.

### Activitats econòmiques
Dels 25 establiments que hi havia el 2007, 1 era d'una empresa extractiva, 1 d'una empresa alimentària, 4 d'empreses de fabricació d'altres productes industrials, 7 d'empreses de construcció, 2 d'empreses de comerç i reparació d'automòbils, 1 d'una empresa de transport, 2 d'empreses d'hostatgeria i restauració, 1 d'una empresa d'informació i comunicació, 3 d'empreses de serveis i 3 d'entitats de l'administració pública.
Dels 10 establiments de servei als particulars que hi havia el 2009, 1 era un taller de reparació d'automòbils i de material agrícola, 4 fusteries, 1 lampisteria, 1 electricista, 1 empresa de construcció, 1 agència de treball temporal i 1 restaurant.
L'únic establiment comercial que hi havia el 2009 era una fleca.
L'any 2000 a Feigères hi havia 16 explotacions agrícoles que ocupaven un total de 336 hectàrees.

## Equipaments sanitaris i escolars
El 2009 hi havia una escola elemental.

## Poblacions més properes
El següent diagrama mostra les poblacions més properes.